# Locus Magazine
A Locus Magazine egy Amerikában kiadott félprofesszionális sci-fi és fantasy magazin (semiprozine). 1968-ban alapították, 1997 óta működik a félautonóm internetes változata, a Locus Online.

## Magazin
A magazint Oaklandban adják ki. A főszerkesztője Charles N. Brown volt 1968-tól 2009 júliusában bekövetkezett haláláig, azóta Liza Groen Trombi látja el a főszerkesztői teendőket. A magazinban hírek, interjúk, kritikák, könyvlisták is találhatók.
Megalakulása óta a magazin összesen 29 Hugo-díjat nyert: először nyolc alkalommal a legjobb amatőr magazin (fanzine) kategóriában, majd bevezetése után 21 alkalommal a félprofesszionális (semiprozine) kategóriában.

## Locus-díj
Az egyik legismertebb közönségdíjat adják ki minden évben különböző témakörökben.